# Долопчи, Андрей Владимирович
Андрей Владимирович Долопчи (23 мая 1972, Башкирская АССР, СССР) — советский и российский баскетболист, тренер.

## Биография
Начинал заниматься баскетболом в родной Башкирии, но затем переехал в Ленинград. Воспитанник УОР № 1. Начинал свою карьеру в петербуржском «Спартаке», в составе которого Долопчи в 1992 году победил в первом и единственном чемпионате СНГ. В российское время выступал за ряд других известных российских команд, а также за казахстанский «Тобол».
Окончил Волгоградскую Государственную Академию Физической Культуры. После завершения карьеры стал работать с юниорскими и молодежными женскими командами. Тренировал резерв ВБМ-СГАУ. В 2010 году привел казахстанский клуб «Тигры-КАТУ» к победе в чемпионате страны. В 2012 году в качестве главного тренера дебютировал в российской женской Премьер-Лиге в петербуржском «Спартаке». С 2013 по 2016 гг. Долопчи возглавлял ивановскую «Энергию». Наставник в первый и пока единственный раз выводил оранжево-черных в еврокубки. 23 ноября 2016 года возглавил женское московское «Динамо». В 2018-19 гг. специалист являлся наставником «Казаночки», с которой он выиграл серебро Суперлиги 1.
С лета 2019 года Андрей Долопчи работает в женской Суперлиге 1 со второй командой МБА.
В разные годы специалист входил в тренерский штаб резервных сборных России, где он ассистировал Дмитрию Донскову. В 2017 году руководил женской студенческой сборной страны на Летней Универсиаде в Тайбэе. В нее вошли игроки из АСБ. На турнире россиянки дошли до полуфинала и заняли четвертое место.

## Достижения

### Игрока
- Чемпион СНГ (1): 1991/1992.

### Тренера
- Чемпион Казахстана (1): 2009/2010.
- Чемпион России среди молодёжных команд (1): 2008/2009.
- Чемпион Суперлиги (1): 2022/23.
- Серебряный призёр Суперлиги 1 (1): 2018/19.
- Серебряный призёр Чемпионата России среди молодёжных команд клубов Премьер-лиги (1): 2011/12.
- Бронзовый призер Восточноевропейской лиги (2): 2017, 2018.

### Ассистента
- Чемпион Европы (U18) (1): 2014[12].
- Серебряный призер Чемпионата Европы (U20) (2): 2011, 2019.
- Серебряный призер Чемпионата мира (U19) (1): 2015[13].
- Бронзовый призер Чемпионата Европы (U18) (1): 2016.

## Семья
Женат, трое детей. Супруга Лариса Долопчи является детским баскетбольным тренером. Во время работы мужа в Иванове она занималась с местными воспитанницами СШОР №4.